# Стив Кър
Стив Кър (на английски: Steve Kerr) е американски баскетболист и треньор по баскетбол.
Шампион е 5 пъти на НБА, от които 3 пъти с „Чикаго Булс“ и 2 пъти със „Сан Антонио Спърс“. Кър е роден в Бейрут в семейство на американски учен, изследовател на Близкия Изток, където прекарва детството си. Той и Франк Сол са единствените играчи от НБА, спечелили шампионата през 2 поредни години, но с различни отбори.
През 2014 година Кър става треньор на „Голдън Стейт Уориърс“ и под негово началство отборът печели шампионата на НБА през 2015 година. На 13 април 2016 г. отборът му подобрява рекорда на „Чикаго Булс“ за най-много победи в редовния сезон на НБА – „Уориърс“ записват 73 победи, с една повече от „Чикаго Булс“ през сезон 1995-1996.